# 小行星3499
小行星3499（英語：3499 Hoppe）是一颗围绕太阳公转的小行星。1981年11月3日，佛蒙特·伯根]]、K. Kirsch在陶腾堡发现了此天体。
这颗小行星的绝对星等为189.5090127087862等。